# 塔頭

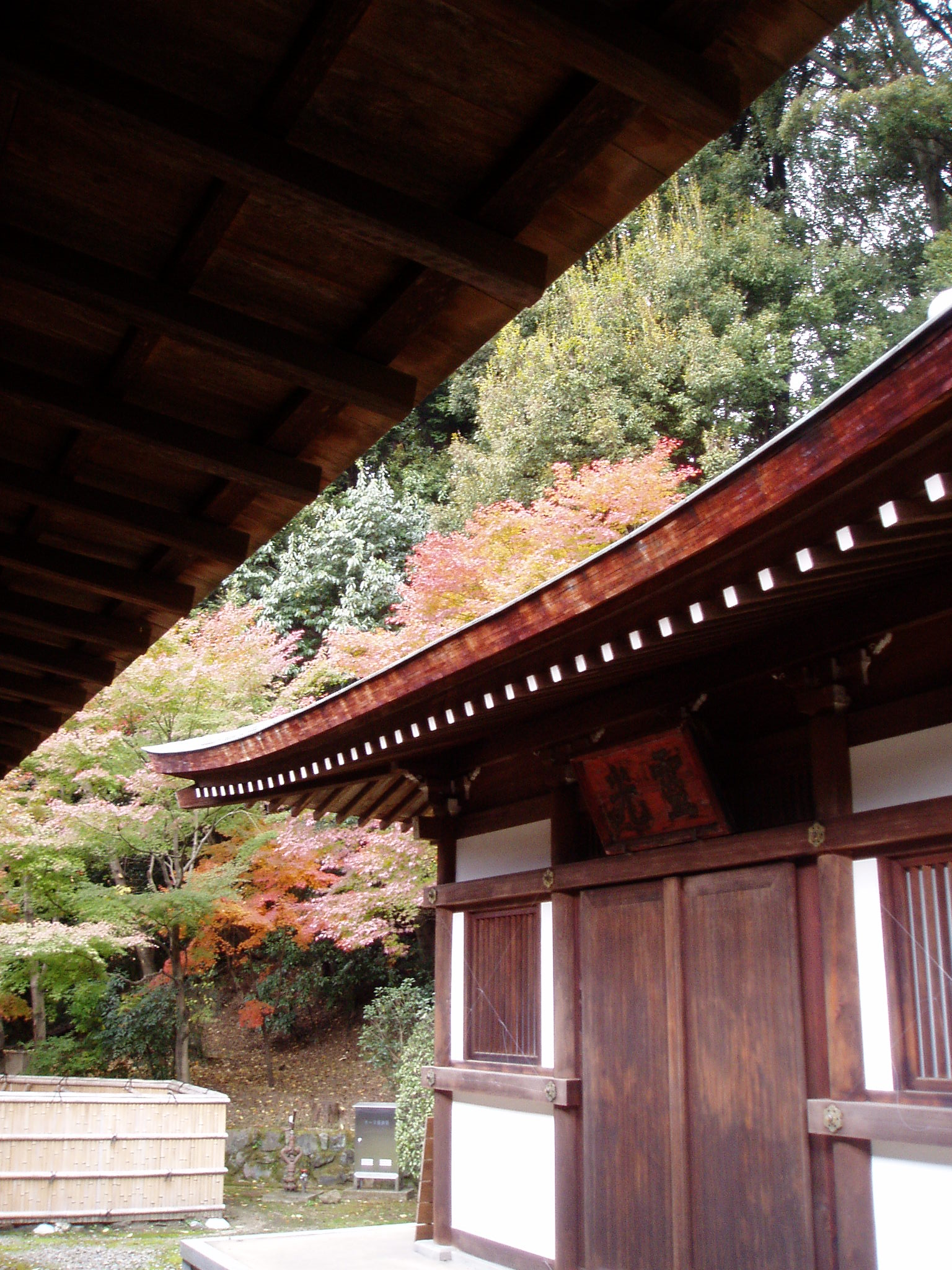
東福寺塔頭 龍吟庵

塔頭（たっちゅう）は、禅宗寺院で、祖師や門徒高僧の死後その弟子が師の徳を慕い、大寺・名刹に寄り添って建てた塔（多くは祖師や高僧の墓塔）や庵などの小院。門徒らによって立ち並ぶ塔の中でも首座に置かれたこと、あるいは、門徒らが塔のほとり（＝「頭」）で守ったことから塔頭と呼ばれたなどの説がある。
塔中（たっちゅう）、塔院（とういん）、寺中（じちゅう）、院家（いんげ）とも。
やがて禅宗以外の宗派でも塔頭に類する塔台を建立するようになったり、後に改宗や廃絶したものの塔が残ったりなど現存例は混然としている。
塔頭を主管する役又はその役につく僧を塔主（たっす）という。

## 歴史
中国の禅寺では本来、住持を隠退した者は、東堂・西堂の僧堂で雲水たちと共同生活をする決まりとなっていた。時代が降ると、大寺の中に小庵を結びそこに住する者が現れるようになったが、一禅僧一代限りの措置であった。
そのような中国の慣習が日本に伝わると、開山など、禅寺にとってとりわけ重要な人物の墓所としての塔頭・塔院と同一視されて永続的な施設となり、日本独自の塔頭という存在が認知されることとなった。さらに時代が降ると塔頭はより広義的なものになり、墓所だけでなく高僧が住んでいた小庵やゆかりのある地に、その偉業を後世に伝えるために設立されるようになり、禅宗に限定されたものでもなくなっていった。
室町時代、五山では庵居の風習が盛んになり、多くの塔頭が作られた。やがて塔頭を拠り所に門徒が僧兵などを集めて勢力を持つようになり、幕府は塔頭造営を規制したこともある。安土桃山時代に入ると、各地の大名が自身が教えを受ける僧の隠居所を寄進して小寺院と称する例が増え、これらも後に塔頭とされた。そのためこうした塔頭は寺院としてだけではなく、住居としての側面も持つ。
塔頭は由来に示すとおり末寺の1つで独立した寺ではなかったが、塔頭由来の師の門下として門徒の格別の崇敬を集めて独自に檀那を持ち寺領を抱えて経営するまでになり、実質的にはその門派の独立した一寺としての発展をみた。明治時代以降は末寺になって独立している場合が多いが、大規模な塔頭を多く抱える大寺院の領内では、さながら寺院の立ち並ぶ一つの街のような光景を見ることができる。この例としては京都府の大徳寺などが著名である。

## 構造
時代により異なるが、室町期には主に塔所と昭堂（しょうどう）を中心に、方丈、庫裡や寮舎などを配し、小僧院の形をとる。これは後に一般的な小寺院の原型となった。また当時流行した茶の湯の影響もあり、茶室が備えられることが少なくない。その他枯山水の庭園など、典型的な禅宗方丈建築を現在に伝えるものである。

## 利用
京都の安養寺 (京都市東山区)の塔頭などでは、江戸時代には座敷を料理茶屋に貸し、「遊楽酒宴の宿」に変化していった。舞妓を呼んだり、博打をする者もあり、客は酒宴に興じるほか、境内の林泉が織りなす美しい景観や楼閣から見下ろす京都市街の眺望を楽しんだ。安養寺には、多福庵也阿弥など阿弥の名がつく塔頭が6つあり、「六阿弥」「円山の六坊」と呼ばれて賑わった。明治時代にはそのうちの3つが合併して旅館「也阿弥」となり、長寿院左阿弥は現在も料亭「左阿弥」として存続している。

## 名称
塔頭は本来小院であるため、山号を持たない。その代わりに「～院」「～庵」といった称号をもつ。これらの名称によってその塔頭の来歴をおおよそ分類することができる。（例外もある）

- 「～院」（院号） … 大名家などが、帰依する僧を開祖として創建したもの。
- 「～寺」（寺号） … 民衆からの浄財によって創建されたもの。
- 「～庵（菴）」（庵号） … 僧の住んでいた庵を塔頭としたもの。ただし真珠庵（一休宗純を開祖とする）のように、実際に居住していた訳ではないが、ゆかりある地に創建されたものも存在する。
- 「～堂」（堂号）
- 「～坊」「～房」（坊号、房号）
- 「～殿」（殿号）
- 「～閣」
- 「～舎」
- 「～軒（軒号）」
- 「～楼（楼号）」
- 「～蔵」
- 「～塔」
- 「～社」